# Jeevagondanahalli, Madhugiri
Jeevagondanahalli là một làng thuộc tehsil Madhugiri, huyện Tumkur, bang Karnataka, Ấn Độ.